# Pieve di Santa Vittoria
La pieve di Santa Vittoria è una pieve di Sarteano, ridotta a rudere.
Era la più antica di tutte le chiese di Sarteano, una delle tre pievi romaniche del paese, i cui ruderi sono visibili subito fuori le mura cittadine lungo la vecchia strada per Chiusi.
Si dice che in origine sia stata un tempio pagano; risulta già esistente nel XI secolo e fu completata nel 1205. Non più officiata, verso la fine del Settecento venne trasformata in cimitero. Attualmente si riconoscono i pilastri del portale scolpito, le absidi, i capitelli di arenaria. Alcuni affreschi e decorazioni musive sono conservate in San Francesco.